# Marmosops bishopi
A cuíca-esbelta-de-Bishop (vernáculo artificial derivado das línguas espanhola e inglesa) (Marmosops bishopi) é uma espécie de marsupial da família Didelphidae. Pode ser encontrada na Bolívia, Brasil e Peru.